# Zdravko Šotra
Zdravko Šotra (Здравко Шотра; nascut el 13 de febrer de 1933) és un director de cinema i director de televisió i guionista serbi. És conegut per dirigir les pel·lícules Zona Zamfirova, Boj na Kosovu, Šešir profesora Vujića, Santa Maria della Salute entre d'altres, així com minisèries de televisió.

## Primers anys
Šotra va néixer al poble de Kozice, a prop de Stolac (actual Bòsnia i Hercegovina), en una família d'ètnia sèrbia com el setè fill de Mara i Đorđe Šotra. De petit, la seva família es va traslladar a Kosovo just abans de l'esclat de la Segona Guerra Mundial, on ell creixeria.

## Carrera
Šotra es va graduar a la Facultat d'Arts Dramàtiques de la Universitat de les Arts de Belgrad amb una llicenciatura en direcció de cinema. He va començar la seva carrera professional a TV Beograd, treballant-hi des dels seus inicis.
La seva pel·lícula Zona Zamfirova (2002) va ser vista per un rècord d'1,2 milions de persones a Sèrbia.
Ha dirigit diverses minisèries de televisió basades en novel·les de Mir-Jam: Ranjeni orao, Greh njene majke, Nepobedivo srce i Samac u braku.

## Vida personal
Šotra es va casar amb l'antiga reina de bellesa Nikica Marinović. Junts tenen un fill Marko que és un director de televisió empleat a la televisió estatal sèrbia.
És un fan del FK Estrella Roja de Belgrad.

## Filmografia
Pel·lícules
- Osvajanje slobode (1979)
- Šesta brzina (1981)
- Idemo dalje (1982)
- Igmanski marš (1983)
- Držanje za vazduh (1985)
- Braća po materi (1988)
- Boj na Kosovu (1989)
- Dnevnik uvreda 1993 (1994)
- Barking at the Stars (1998)
- Zona Zamfirova (2002)
- Pljačka Trećeg rajha (2004)
- Ivkova slava (2005)
- Šešir profesora Vujića (2012)
- Santa Maria della Salute (2016)

Sèries
- Više od igre (1976)
- Gde cveta limun žut (2006)
- Ranjeni orao (2008–2009)
- Greh njene majke (2009–2010)
- Nepobedivo srce (2011–2012)
- Aleksandar od Jugoslavije (2021)[5]